# FOXプラス
FOXプラス（フォックスプラス、FOX+）は、FOXインターナショナル・チャンネルズ株式会社が運営した映画・海外ドラマ専門チャンネル。
2009年4月1日、スカパー!e2（現・スカパー!）で放送開始した（fashiontvからチャンネル名変更、委託放送事業者はシーエス日本）。
従来、スカパー!e2サービスで視聴することができなかった、サスペンスシアター FOXCRIME → FOXクラシック 名作ドラマ、FOXムービーの2チャンネルから選抜された番組を放送するチャンネルである（以前はFOXライフの番組も編成されたが、ナショジオ ワイルドへの変更に伴い2011年9月30日をもって終了した）。
2012年9月30日、FOXCRIMEの配信を終了。『FOXムービー プレミアム』の局名でFOXムービーのみの配信を行う。よってFOXプラスのチャンネル名は廃止された。

## 基本編成
- 平日（月-木）
  - 4:00 - 16:00 - 「FOXムービー」のサイマル放送
  - 16:00 - 28:00 - 「FOXCRIME」のサイマル放送

- 週末
  - 金曜4:00 - 土曜6:00 - 「FOXCRIME」のサイマル放送
  - 土曜6:00 - 翌週月曜4:00 - 「FOXムービー」のサイマル放送

## 放送していた番組
以下の作品はFOXプラス放送開始発表の際に記載されていた作品。

### FOXライフ
- Lの世界
- America's Next Top Model

### FOXCRIME
- デクスター 警察官は殺人鬼
- LAW & ORDER:性犯罪特捜班